# Kuklice
Kuklice est une localité polonaise de la gmina de Kobierzyce, située dans le powiat de Wrocław en voïvodie de Basse-Silésie.